# Pasmo 13 cm
Pasmo 13 cm (2300 – 2450 MHz) – amatorskie pasmo radiowe przyznane krótkofalowcom na całym świecie, w Polsce na zasadzie drugorzędności; zawiera się w zakresie fal decymetrowych, zaliczone do mikrofal.

## Podział pasma 13 cm
| Częstotliwość w MHz                 | Rodzaje emisji                   | Przeznaczenie                                                                                       | Przeznaczenie                                                                                               |
| ----------------------------------- | -------------------------------- | --------------------------------------------------------------------------------------------------- | --- |
| 2300,000 – 2320,000 SUB-REGIONAL(a) |                                  | 2304,000 – 2306,000 2308,000 – 2310,000                                                             | Segment emisji wąskopasmowych w krajach, gdzie zakres 2320–2322 nie jest dostępny Segment wąskopasmowy w HB |
| 2320,000 – 2320,150                 | Wyłącznie telegrafia(c)          | 2320,000 – 2320,025 2320,138                                                                        | EME Centrum aktywności PSK31                                                                                |
| 2320,150 – 2320,800                 | Telegrafia, SSB(c)               | 2320,2002320,750 – 2320,800                                                                         | Centrum aktywności SSB Lokalne radiolatarnie (maks. 10 W EIRP)                                              |
| 2320,800 – 2321,000                 | Wyłącznie radiolatarnie(c)       | | |
| 2321,000 – 2322,000                 | FM/DV (Digital Voice np. D-Star) | | |
| 2322,000 – 2400,000                 | Wszystkie emisje(b)              | 2322,000 – 2355,000 2355,000 – 2365,000 2365,000 – 2370,000 2370,000 – 2392,000 2392,000 – 2400,000 | ATV Komunikacja cyfrowa Przemienniki ATV Komunikacja cyfrowa                                                |
| 2400,000 – 2450,000                 | Amatorska Służba Satelitarna     | 2427,000 – 2443,000                                                                                 | ATV jeśli żaden z satelitów nie wykorzystuje tego segmentu                                                  |

- (a) Określenie SUB-REGIONAL (krajowy bandplan) pojawiające się w bandplanie VHF/UHF/Microwave 1 Regionu IARU oznacza:
  - W pasmach i podpasmach niedostępnych w całym 1 Regionie IARU, bandplan powinien być koordynowany pomiędzy krajami, w których pasma te są przeznaczone dla Służby Amatorskiej. Określenie „krajowy bandplan” odnosi się do pasm lub segmentów dostępnych w pojedynczych krajach (tak jak przydział pasma 4 m) lub w krajach oddalonych od siebie (Torremolinos 1990).
- (b) W krajach, w których segment wszystkich emisji 2322 – 2400 MHz nie jest przyznany dla Służby Amatorskiej, segment FM/DV 2321 – 2322 MHz może być używany dla transmisji cyfrowych.
- (c) W krajach, w których segment wąskopasmowy 2320 – 2322 MHz nie jest dostępny, mogą być używane następujące alternatywne segmenty wąskopasmowe:
  - 2304 – 2306 MHz
  - 2308 – 2310 MHz
- (d) Koordynacja radiolatarni opisana jest w VHF Manager Handbook.

W Polsce dopuszczone jest całe pasmo na zasadach drugiej ważności.
AMSAT AO-40 nadaje w kanale S2 cyfrowo 2401,650 – 2401,950 MHz, analogowo 2401,225 – 2401,475 MHz i telemetria 2401,323 MHz).